# Ataque ao Parlamento da República da Macedônia em 2017
O ataque ao Parlamento da República da Macedônia (também conhecido como Quinta-feira Sangrenta) aconteceu em 27 de abril de 2017, quando cerca de 200 nacionalistas macedônios invadiram o Parlamento da Macedônia em reação à eleição de Talat Xhaferi, um albanês, como presidente da Assembleia Legislativa da República da Macedônia. A violência foi condenada pela União Europeia e pela OTAN, que também saudou a eleição de Xhaferi como novo presidente do Parlamento.

## Antecedentes
A Macedônia vinha enfrentando tumultos políticos nos anos anteriores, acumulando protestos anti-governo em massa em 2015 e em 2016. Esses protestos são resultado das acusações de corrupção, que são a principal causa da crise política na Macedônia, contra o líder do VMRO Nikola Gruevski e outros membros do partido. Eles ainda foram acusados de impedir que um novo governo se formasse, após as eleições parlamentares de 2016, a fim de evitar a perda de poder e enfrentar os processos por corrupção. Houve protestos diários em todo o país pelos simpatizantes do partido VMRO-DPMNE.
O conflito também possui conotações étnicas, já que a razão pela qual nenhum governo de coalizão foi formado deveu-se à exigência de que a língua albanesa fosse a segunda língua oficial no governo da Macedônia, e devido as tentativas do líder da oposição Zoran Zaev de formar um governo de coalizão com os partidos de etnia albanesa. Na República da Macedônia, vinham ocorrendo diversos casos de violência étnica, particularmente em 2001 e em 2012.

## Incidente
Cerca de duzentos manifestantes invadiram o prédio do parlamento depois que Xhaferi foi eleito presidente. Muitos estavam mascarados, atiraram cadeiras e trocaram socos com jornalistas e deputados, ferindo o líder da União Social-Democrata da Macedónia (SDSM) Zoran Zaev. Radmila Sekerinska, vice-líder do SDSM, teve que receber pontos cirúrgicos após ser arrastada pelos cabelos. A polícia teve que lançar granadas de atordoamento para dispersar a multidão.